# Лаггиский акведук
Лаггиский акведук — судоходный акведук, по которому канал Форт — Клайд переходит через реку Лагги в городе Керкинтиллох, к северу от Глазго. Является объектом культурного наследия Шотландии категории A.

## История
Акведук был построен Джоном Смитоном между 1768—1775 годами для обеспечения разноуровневого пересечения канала Форт — Клайд с рекой Лагги.

## Описание
Акведук одноарочный, с пролётом арки 13,7 м, общая длина 37,8 м. Ширина акведука 27,4 м, что соответствует полной ширине канала, благодаря чему на нём могут разойтись два судна с габаритами, допустимыми для плавания по каналам Великобритании.
Парапеты, ограничивающие русло канала на акведуке по боковым сторонам, имеют округлую форму, фактически являясь лежащими на боку арками, с высотой сегмента арки составляющей приблизительно 1/10 длины пролёта арки. Данная конструкция, как и в случае Келвинского акведука, поперечную силу давления воды на стенки корыта, по которому проходит канал по акведуку, существенно возрастающую при следовании судов по акведуку, преобразует в распор — продольную реакцию арки, силу, направленную вдоль течения канала и передаваемую устоями моста. Акведук построен из серого тёсаного камня.
В 1848 году была построена железнодорожная Линия Глазго — Аберфойл, которая пересекла канал под аркой акведука, но над водотоком реки Лагги, протекавшей ниже. Железная дорога прошла по специально построенному двухарочному низкому мосту над рекой Лагги и под большой аркой акведука, сделанному также из тёсаного камня. В 1966 году движение по железной дороге было прекращено, вскоре рельсы были сняты, и теперь под акведуком проходит пешеходная дорожка, но следы от рельсов всё ещё на ней виднеются. Существуют старые чёрно-белые фотографии судна, проходящего канал по акведуку, одновременно с поездом, идущим под каналом, под аркой акведука, и над рекой Лагги, протекающей под поездом.